# Koergan (grafheuvel)

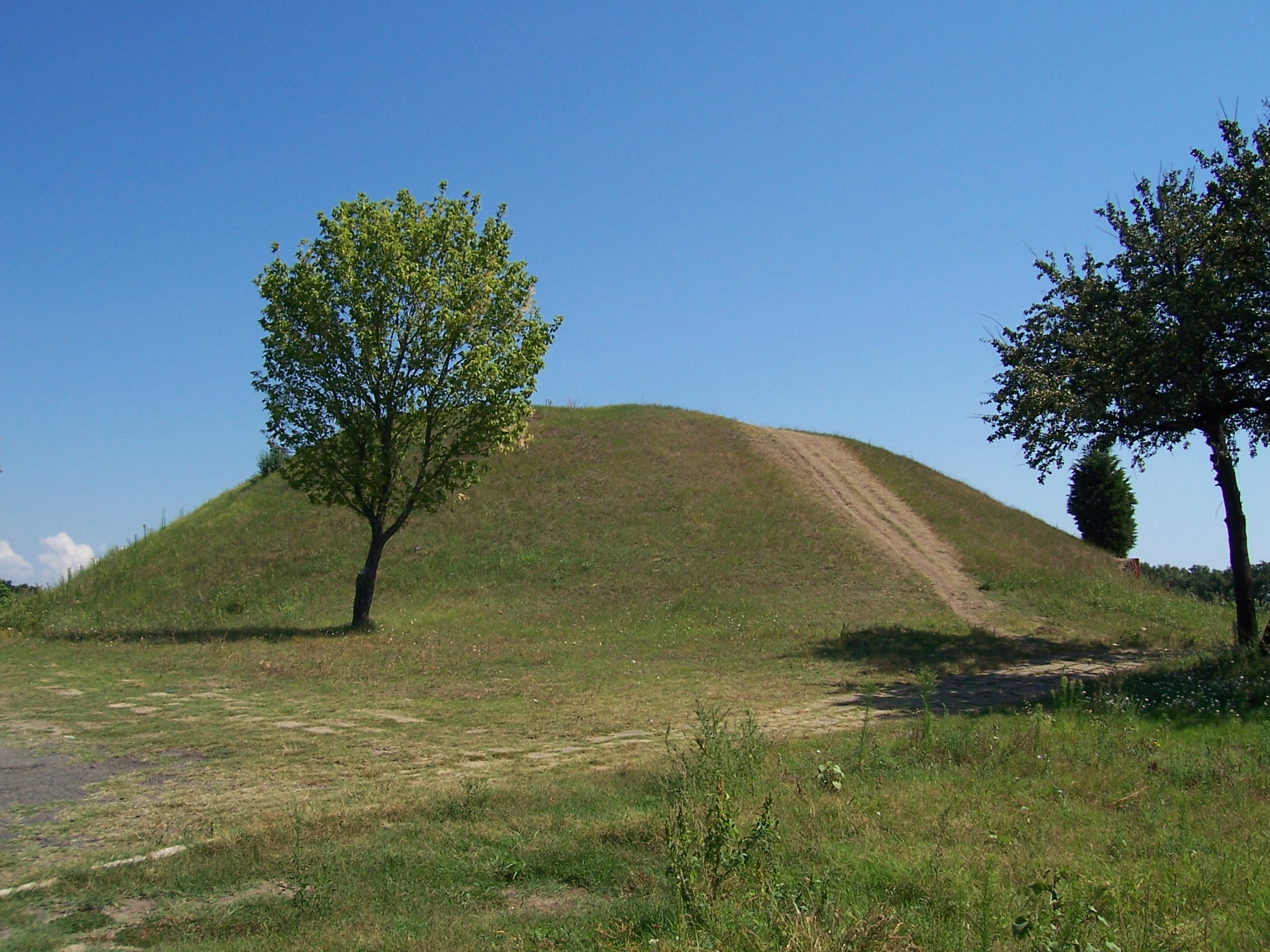
Thracische koergan in Pomorje, Bulgarije

Een koergan (Russisch: курга́н) is een grafheuvel uit de Russische kopertijd, bronstijd en ijzertijd. De verspreiding van deze grafheuvels begon bij de Samaracultuur.
Een aantal culturen en volkeren gebruikten de koergans, waaronder de Sroebnacultuur, de Jamnacultuur, de Scythen, de Sarmaten, de Hunnen en de Koemanen. Op het feit dat al deze culturen en volkeren dezelfde grafheuvels gebruikten, baseerde de Litouws-Amerikaanse archeologe Marija Gimbutas in 1956 de koerganhypothese, de hypothese dat alle Indo-Europese volkeren van een centraal volk uit het huidige Zuid-Rusland afstammen.
Op en rond een koergan worden vaak koergansteles aangetroffen.

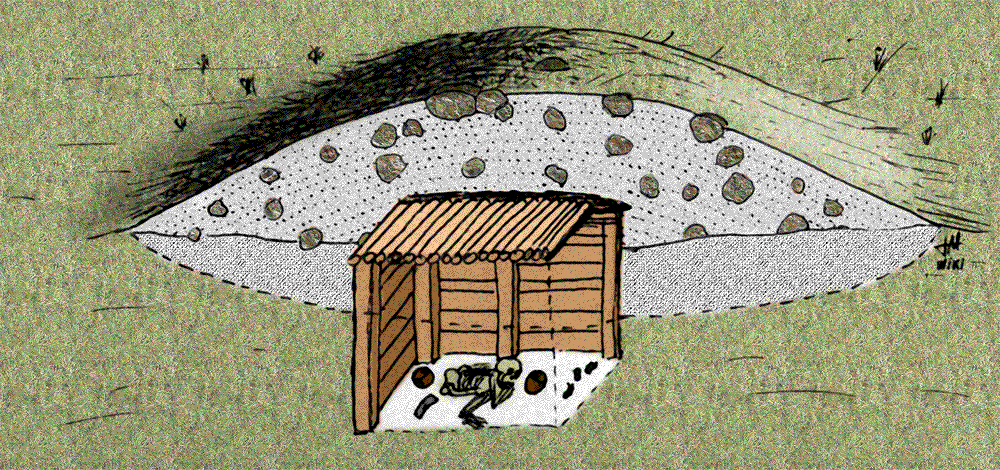